# Поморско поезерие
Поморското поезерие (на полски: Pojezierze Pomorskie) e хълмиста равнина в Северозападна Полша, най-високия участък на Балтийските възвишения, съставна част на Средноевропейската равнина. Простира се между долните течения на реките Одра на запад, Висла на изток, бреговете на Балтийско море на север и древната прадолина Варта – Нотеч на юг. Средната надморска височина варира от 100 до 200 m, максимална връх Вежица 329 m, издигащ се в най-североизточната ѝ част. Характерния релеф на равнината е свързан с плейстоценското заледяване, като много добре са изразени дългите и ниски ридове изградени от крайните (странични и челни) ледникови морени. Северните и южните части са заети от зандрови равнини. Поморското поезерие е главен вододел като на север текат реките Рега, Парсента, Вепша, Слупя, Лупава, Леба и др., вливащи се в Балтийско море; на изток – реките Вежица, Вда, Бърда и др. леви притоци на Висла; на юг – реките Лобжонка, Гавда, Драва и др. десни притоци на Нотеч; на запад – реките Ина, Говеница и др. десни притоци на Одра. В ниските и широки понижения са разположени многочислени езера –Любе, Дравско, Пиле, Велиме, Шчитно, Хажиковско, Крушинско, Вдзидзе и др. Големи участъци изкуствено са залесени с борови гори, но има и остатъци от стари дъбово-букови гори. Широко разпространение имат торфищата и мочурищата.